# Góra Zamkowa (Pojezierze Wschodniosuwalskie)
Góra Zamkowa (zwana też Zamczysko) – morenowe wzniesienie na Pojezierzu Suwalskim, w powiecie suwalskim, w gminie Jeleniewo, na terenie wsi Szurpiły. Położone jest pomiędzy jeziorami: Szurpiły (od południa), Jegłówek (od północy) i Kluczysko (od zachodu). Wierzchołek góry znajduje się na wysokości 45 metrów ponad powierzchnią otaczających ją jezior, na wysokości bezwzględnej 228 m n.p.m. Góra Zamkowa jest jednym z najciekawszych zabytków budownictwa obronnego oraz najważniejszym stanowiskiem archeologicznym na Suwalszczyźnie.

## Historia
Pierwsze dowody stałego osadnictwa datowane są na epokę brązu (X-XIII wiek p.n.e.). We wczesnym średniowieczu Suwalszczyznę zamieszkiwali Jaćwingowie – jedno z plemion zachodniobałtyckich. Wykonali oni na Górze Zamkowej znaczne roboty ziemne (przełom V i VI wiek n.e.). Po wybraniu ziemi ze szczytu uzyskano płaską powierzchnię, której brzeg umocniono wałem o konstrukcji przekładkowej, polegającej na naprzemiennym ułożeniu warstw pni drzew, faszyny, kamieni oraz zasypaniu całości żwirem i gliną. Wewnątrz wału zbudowano domy mieszkalne, tworzące okolnicę wokół pustego majdanu.
Na początku IX wieku domy zostały rozebrane, a szczyt Góry Zamkowej stał się miejscem kultu religijnego. Na ruinach wałów, od strony wschodniej palono święte ogniska. Na początku X wieku w połowie zbocza wzniesiono wał obronny o obwodzie ponad 800 metrów. Zbocze góry poniżej wału wyłożono głazami. Po wewnętrznej stronie wzniesiono przyparte do wału domy mieszkalne. Przypuszczalnie były to pomieszczenia służące załodze trzymającej straż nad okolicą. Od najłatwiej dostępnej i najtrudniejszej do obrony strony południowej wykonano przekop łączący jezioro Szurpiły z jeziorem Kluczysko i napełniono go wodą. Obronę od strony jezior zapewniał system wież obserwacyjnych.
W roku 1283 góra została zdobyta przez Krzyżaków, co zakończyło świetność grodziska. Gród stał się miejscem sporów między Państwem Krzyżackim a Litwinami. Ostatecznie góra stała się własnością Litwinów, którzy postawili na wzniesieniu domek myśliwski.

## Walory krajobrazowe
Widok z Góry Zamkowej obejmuje otaczające ją jeziora oraz sąsiednie wzgórza, w tym, od wschodu, Górę Kościelną i Górę Cmentarną. Od południowego wschodu do Góry Zamkowej dociera wąska zatoka jeziora Szurpiły, zwana Jodeł, zamknięta wysoką wyspą – Pustelnią.
U podnóża góry znajduje się głaz – pomnik przyrody.

## Legendy
Z Górą Zamkową związane są liczne legendy. Według jednej z nich na górze do dzisiaj odnaleźć można „ślady trzech bram zamkowych, lochy podziemne i pozostałości warowni”. Krążą również pogłoski dotyczące znajdowania przez okolicznych rolników kości ludzkich, grotów strzał oraz łańcuchów. W okolicy pobliskich wsi Wodziłki i Szurpiły ktoś miał odnaleźć uzbrojenie krzyżackie oraz „znaczną ilość pieniędzy”.